# Nicolae Bălcescu
Nicolae Bălcescu   (Bucarest, 29 de juny de 1819 - Palerm, 29 de novembre de 1852) va ser un soldat, historiador, periodista i líder romanès de Valàquia de la Revolució Valàquia de 1848.

## Biografia
Nascut a Bucarest en una família de noblesa de baix rang, va utilitzar el nom de soltera de la seva mare, en lloc del nom del seu pare, Petrescu (la seva mare era originària de Bălcești, ara comtat de Vâlcea, llavors comtat d'Argeș). Els seus germans eren Costache, Barbu, Sevasta i Marghioala, i el seu pare va morir el 1824.
De nen, Bălcescu va estudiar al Saint Sava College (des de 1832), i va ser un apassionat estudiant de la història. Als 17 anys, es va unir a l'exèrcit de Valàquia i, el 1840, va participar, al costat d'Eftimie Murgu i Cezar Bolliac, en la conspiració de Mitică Filipescu contra el príncep Alexandru II Ghica. La trama va ser descoberta i Bălcescu va ser empresonat al monestir de Mărgineni, on va romandre els dos anys següents. Les dures condicions de presó van portar a Bălcescu a contraure tuberculosi, que va deixar empremtes irreversibles en la salut i va provocar la seva mort.
En ser alliberat (després de rebre l'indult del nou príncep, Gheorghe Bibescu), va participar en la formació d'una societat secreta elaborada per la maçoneria i anomenada Frăția ("La Germandat"), que va dirigir juntament amb Ion Ghica i Christian Tell (ajuntat poc després per Gheorghe Magheru) en la resistència contra el príncep Bibescu.

## Magazin istoric pentru Daciai altres obres primerenques

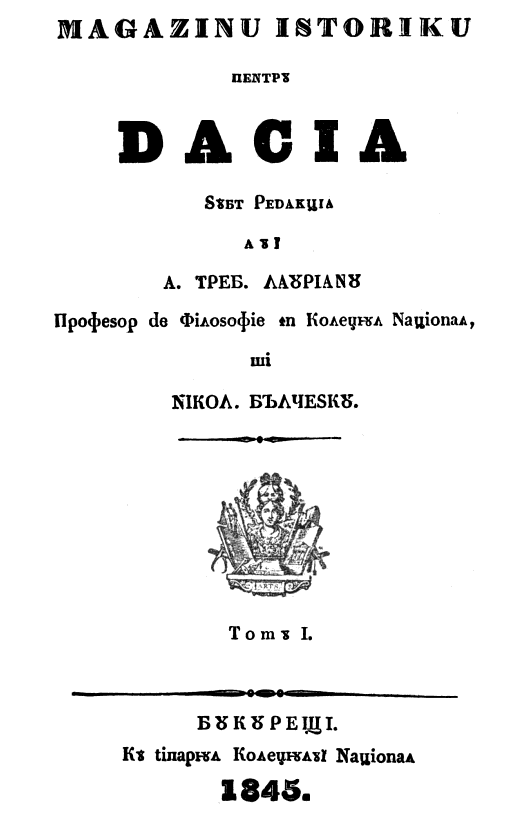
Primera pàgina de Magazin istoric pentru Dacia, volum I, 1845

Per tal d'aprofundir en els seus estudis d'història, Bălcescu va anar a França i Itàlia, i va ser, juntament amb August Treboniu Laurian, l'editor d'una revista titulada Magazin istoric pentru Dacia, que es va publicar per primera vegada l'any 1844; aquell any també va marcar la publicació (en una revista diferent) del seu assaig històric Puterea armată și arta militară de la întemeierea Prințipatului Valahiei și până acum ("La força militar i l'art de la guerra des de la creació del Principat de Valàquia fins avui", que defensava un militar fort com a garantia d'autodeterminació).
Mentre era a París (1846), esdevingué líder dels nacionalistes romàntics i del grup liberal-radical Societatea studenților români (la Societat d'Estudiants Romanesos), que reunia valaquis i moldaus també incloïa Ion Brătianu, Alexandru C. Golescu, Ion Ionescu de la Brad, CA Rosetti i Mihail Kogălniceanu.
Magazin istoric va publicar la primera col·lecció de fonts internes sobre la història de Valàquia i Moldàvia: cròniques medievals que després es van publicar com a volum únic. Una de les seves contribucions a la revista el destaca com a liberal radical: Despre starea socială a muncitorilor plugari în Principatele Române în deosebite timpuri ("Sobre l'estatus social dels llauradors dels principats romanesos en diverses èpoques") defensa una reforma agrària., destinada a desposseir els boiars de grans parcel·les de terra (que al seu torn serien adjudicades als pagesos sense terra); va ser utilitzat com a referència per Karl Marx en la seva succinta anàlisi dels esdeveniments, fet que havia de guanyar les credencials de Bălcescu a la Romania comunista.

## Revolució Valàquia

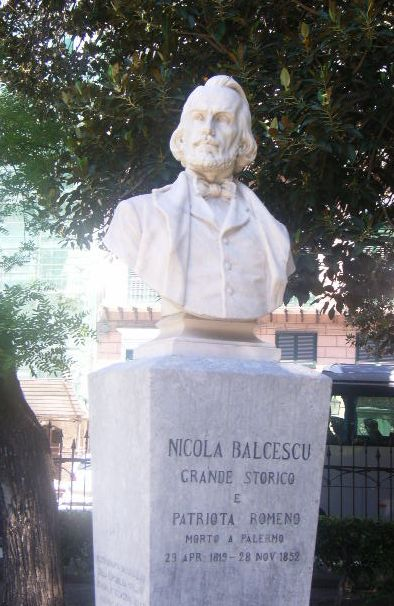
El bust de Bălcescu a Palerm

El 1848, després de participar en l'aixecament a França, Bălcescu va tornar a Bucarest per participar en la revolució de l'11 de juny. Va ser, durant només dos dies, ministre i secretari d'estat del govern provisional posat en marxa pels revolucionaris. La seva defensa del sufragi universal i la reforma agrària no va ser compartida per molts revolucionaris, i el seu grup va entrar en conflicte amb les figures d'autoritat tradicionals: el metropolità ortodox Neofit II, tot i que el cap del govern revolucionari, es va oposar a les reformes i finalment va conspirar contra la Revolució.
Bălcescu va ser arrestat el 13 de setembre d'aquell any per les autoritats de l'Imperi Otomà que havien posat fi a la Revolució; la seva relació amb els otomans es va complicar pel fet que l'estricta oposició dels radicals a la Rússia imperial els havia fet fiables per a la Porta - els otomans més tard van permetre que tots els participants en els esdeveniments es refugiessin a Istanbul, i així evitar el contacte amb les tropes russes. Bălcescu es va dirigir inicialment a Transsilvània, però va ser expulsat per les autoritats dels Habsburg, que el consideraven una amenaça i un agitador del sentiment romanès en aquesta regió.

## A Istanbul i Transsilvània
A principis de 1849, Bălcescu es trobava a Istanbul quan els exèrcits revolucionaris hongaresos sota Józef Bem van muntar una ofensiva reeixida contra les forces dels Habsburg i els seus aliats romanesos de Transsilvània. El govern hongarès de Lajos Kossuth va entrar llavors en una guerra debilitant amb la força guerrillera romanesa d'Avram Iancu, i els antics membres del govern valaquia van ser abordats pels revolucionaris polonesos a l'exili, com Henryk Dembiński, per mediar una pau entre els dos bàndols. (amb l'esperança que això fos per assegurar una resistència més forta a Rússia, i comptant amb el ressentiment de Valàquia cap al govern de Sant Petersburg).
Bălcescu va marxar a Debrecen al maig i es va reunir amb Kossuth per registrar l'oferta d'aquest últim a Iancu. La historiografia d'inspiració marxista ho ha celebrat com un acord; de fet, els documents de Bălcescu revelen que considerava l'oferta de pau insatisfactòria per als romanesos, i que Avram Iancu la va rebutjar del tot (tot i que acceptava un armistici temporal). L'oferta final de la direcció de Budapest a Bălcescu i Iancu va demanar que els romanesos es retiressin de Transsilvània, ja que la regió s'estava convertint en un camp de batalla entre Rússia i els hongaresos. Quan aquest darrer conflicte va arribar a la seva fi, els romanesos de Transsilvània, encara que mai van acollir especialment la presència russa, van lliurar les seves armes als Habsburg reintegrats (la lleialtat de Iancu a la dinastia havia estat objecte d'una disputa paral·lela entre ell i els valaquis).

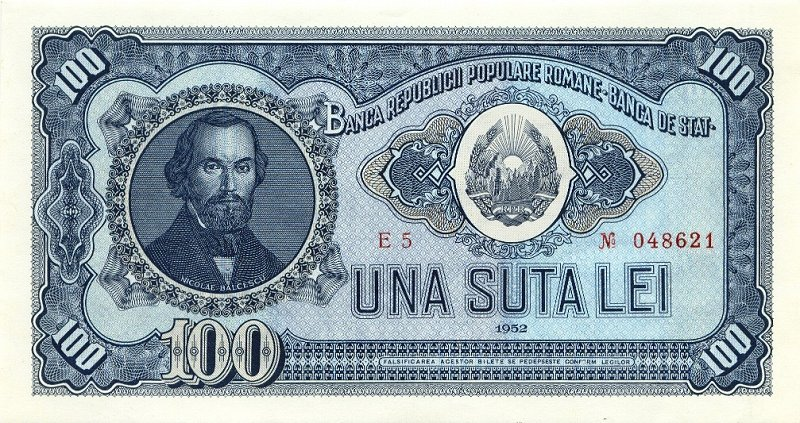
Nicolae Bălcescu al bitllet de 100 lei, Romania comunista, 1952

## Últims anys
L'obra més important de Bălcescu és Românii supt Mihai-Voievod Viteazul ("Romans sota el govern de Miquel el Valent"), que va escriure a l'exili el 1849, publicada per primera vegada pòstumament per Alexandru Odobescu el 1860. El volum és una història de les campanyes de Michael, com el primer moment en què Valàquia, Transsilvània i Moldàvia van quedar sota un únic, encara que breu, regla. Mostren el compromís de Bălcescu amb el radicalisme i el nacionalisme, la seva visió oscil·lant entre els elogis dels gestos de Michael i la crítica a la seva posició com a partidari de la servitud i dels privilegis.
Els seus darrers anys van veure una intensa activitat editorial, inclòs el seu estudi, escrit en francès, Question économique des Principautés Danubiennes, així com una col·laboració amb Adam Mickiewicz a La Tribune des Peuples. Afectat per la tuberculosi, empobrit i en constant moviment entre diversos llocs de França i de la Península Itàlica, mor a Palerm (a les Dues Sicílies) als 33 anys d'edat. Bălcescu no es va casar mai, tot i que ell i la seva amant Alexandra Florescu van tenir un fill, Bonifaciu Florescu (1848–1899), que es va convertir en professor de llengua i literatura francesa.

## Nacionalització de les seves propietats
En l'actualitat les seves propietats romanen nacionalitzades pel govern romanès el 2011, després de 1945, com a Bălcesti Giltofani Land a Bălcești, que en l'actualitat és el Museu Nicolae Bălcescu, extret del membre de la família de Bălcescu, Radu Mandrea i Aristide Razu, el 1948 per un "acte de donació" cap al govern comunista, a Romania, al comtat de Vâlcea.
També les seves restes terrestres, romanen a Palerm, Itàlia, encara que el Partit Comunista de Romania va intentar portar-les de nou a Romania el 1970, per utilitzar-les per a la propaganda comunista. Els frares caputxins de Palerm al monestir dels caputxins, també coneguts com a catacumbes caputxines de Palerm, van negar a la delegació comunista romanesa d'historiadors l'accés a la tomba.